# Velatická slepencová stráň
Velatická slepencová stráň je přírodní památka jižně od obce Velatice v okrese Brno-venkov. Nově byla vyhlášena Nařízením Jihomoravského kraje s účinností od 1. ledna 2015. Předmětem ochrany jsou teplomilná stepní společenstva na kulmských slepencích s bohatým výskytem zvláště chráněných druhů rostlin a živočichů.
Přírodní památka je tvořena prudkými svahy se západní až jihozápadní expozicí, porostlými teplomilnými stepními společenstvy s rozptýlenými dřevinami. Kulmské slepence místy vystupují na povrch v podobě skalních výchozů. V nejvíce zachovalých částech zde na jaře najdeme pestrobarevné koberce kosatců a konikleců.
Na území se nachází více než 20 druhů dřevin, nejvýznamnější je výskyt třešně křovité (Cerasus fruticosa). Ze zvláště chráněných druhů bylin se zde nalézají především koniklec velkokvětý (Pulsatilla grandis) a kosatec nízký (Iris pumila). Dále se zde vyskytují kozinec vičencovitý (Astragalus onobrychis), chrpu chlumní (Cyanus triumfettii), len tenkolistý (Linum tenuifolium), zlatovlásek obecný (Aster linosyris), kavyl tenkolistý (Stipa tirsa) a kavyl vláskovitý (Stipa capillata).